# Theodor Alfred Müller
Theodor Alfred Müller (født 30. juni 1865 i Hjørring, død 10. januar 1950 i København) var en dansk historiker og pædagog.
Blev cand. mag. i historie, latin og græsk i 1892. Han fik dog ikke nogen universitetskarriere, på trods af at Kristian Erslev viste interesse for ham. I stedet blev han gymnasielærer, og senere faglig konsulent hos undervisningsinspektøren for Gymnasieskolen.
Han debuterede i 1897 med bogen Troen på Aander og Guder. Han beskæftigede sig med religionshistorikeren Hans Sofus Vodskov, hvis religionsfilosofiske idéer han var stærkt inspireret af, og om hvem han bl.a. skrev artiklen om i Dansk Biografisk Leksikon (2. udgave).
Derudover beskæftigede han sig med det 18. århundredes åndsliv, særlig i perioden omkring Ludvig Holberg, og han bidrog med dette emne til Det danske Folks Historie (bind V-VI, 1928-29). Han skrev også forskellige studier i Holberg (de tidlige udgivet i Holbergportrætter, 1918, de senere bl.a. i Historisk Tidsskrift, 10. r. IV, 1937) som senere udmøntede sig i hovedværket Den unge Holberg (1943). 
I 1937 blev han medlem af Det kongelige danske Selskab for Fædrelandets Historie og i 1945 blev han udnævnt til æresdoktor på Københavns Universitet.
Han blev i 1938 tildelt Holberg-medaljen.